# Gargara splendidula
Gargara splendidula är en insektsart som beskrevs av William Lucas Distant. Gargara splendidula ingår i släktet Gargara och familjen hornstritar. Inga underarter finns listade i Catalogue of Life.